# Joe Lumley
Joseph Patrick Lumley, detto Joe (Harlow, 15 febbraio 1995), è un calciatore inglese, portiere del Southampton.

## Carriera
All'età di 10 anni va a giocare nel settore giovanile del Tottenham insieme a suo fratello Billy; rimane agli Spurs fino al 2010, quando passa al settore giovanile del QPR, in cui gioca fino al 2014, fatto salvo per una breve parentesi in prestito in sesta divisione nella parte finale della stagione 2013-2014 allo Bishop's Stortford, con cui gioca 4 partite. Nell'estate del 2014 viene aggregato alla prima squadra del club londinese; trascorre poi l'intera stagione 2014-2015 nuovamente in prestito, questa volta in quarta divisione, con due diversi club: prima gioca infatti 5 partite con l'Accrington Stanley, per poi passare nella sessione invernale del calciomercato al Morecambe, con cui invece non scende mai in campo in partite ufficiali. Nella stagione 2015-2016 si divide tra il QPR (con cui fa il suo esordio in prima squadra, giocando una partita nella seconda divisione inglese) e lo Stevenage, club di quarta divisione a cui viene ceduto in prestito ma con cui non trova mai spazio in campo in partite ufficiali.
Nella stagione 2016-2017 viene mandato in prestito ai Bristol Rovers, con cui gioca 19 partite in terza divisione; nell'annata seguente gioca invece 2 partite in seconda divisione al QPR e 17 partite in prestito al Blackpool (nell'ennesimo prestito). Dal 2018 al 2021 gioca poi ininterrottamente in seconda divisione al QPR, con cui disputa ulteriori 74 partite in seconda divisione, ad eccezione di due brevi periodi in prestito in terza divisione nel 2020, rispettivamente a Gillingham e Doncaster.
Nell'estate del 2021 lascia definitivamente dopo undici anni il QPR e passa al Middlesbrough, club con cui nella stagione 2021-2022 gioca 34 partite in seconda divisione; nell'annata successiva viene ceduto in prestito in questa stessa categoria al Reading, con cui gioca invece 41 partite di campionato. Si trasferisce poi al Southampton, con cui da riserva conquista una promozione in prima divisione, categoria in cui nella stagione 2024-2025, all'età di 29 anni, fa il suo esordio, giocandovi 3 partite (con 7 reti subite); rimane ai Saints anche nella stagione 2025-2026, giocata nuovamente in seconda divisione.